# Santuario della Brugarola
Il santuario della Brugarola è un santuario mariano intitolato alla Madonna di Oropa.
È situato in un bosco di castagno a 699 metri s.l.m. nel territorio del comune di Ailoche, in provincia di Biella, sulla strada carrozzabile che conduce all'Alpe di Noveis. È costituito, oltre che dalla chiesa, anche da un edificio civile un tempo adibito ad abitazione per gli eremiti.
Assieme al santuario di Banchette, presso Bioglio, e al santuario di Nostra Signora della Brughiera, a Trivero, fa parte del gruppo di santuari minori del biellese che si snodano lungo gli itinerari escursionistico-devozionali CoEUR e Cammino di San Carlo.
Venne costruito nel 1722 in onore della Madonna di Oropa con il nome di santuario della Beata Vergine Incoronata (un pilone votivo con l'immagine della Madonna nera ricorda il suo culto in questa zona fin dall'antichità).
L'accesso al santuario - la cui facciata è ricca di stucchi e statue - avviene attraverso una gradinata in pietra. L'altare maggiore è dedicato alla Madonna, raffigurata tra sant'Eusebio e san Bernardo; gli altari laterali sono dedicati a san Pietro e a san Francesco.
Il parco che circonda il santuario include una piccola piazza nella quale nel mese di agosto si svolgono feste popolari.

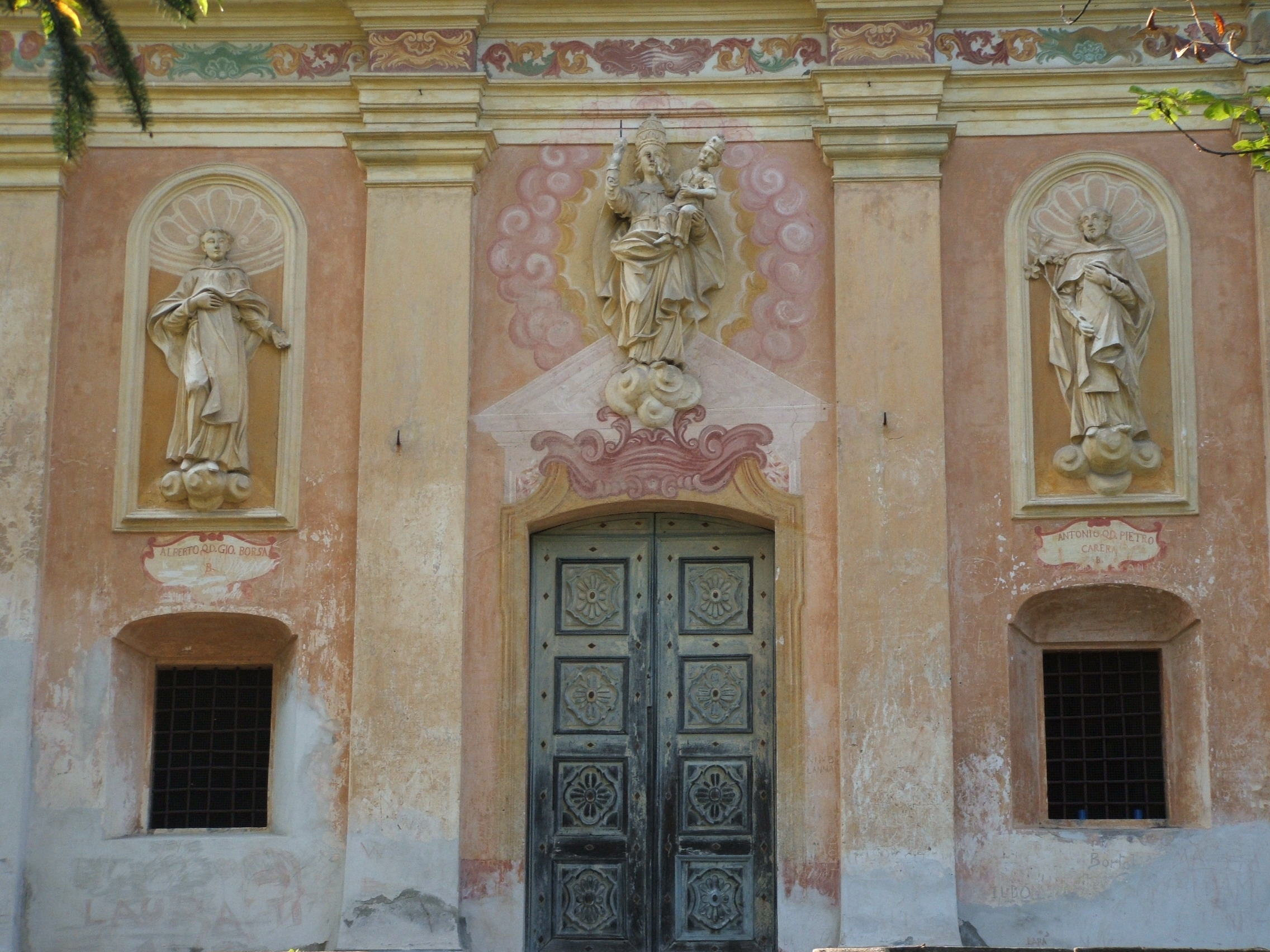
Dettaglio della facciata